# Linstow (Dobbin-Linstow)
Linstow ist ein Ortsteil der Gemeinde Dobbin-Linstow im Landkreis Rostock in Mecklenburg-Vorpommern.

## Geographische Lage
Linstow liegt im Osten der Gemarkung und grenzt im Osten an die Gemeinde Hohen Wangelin. Es folgen im Uhrzeigersinn die Gemeinden Nossentiner Hütte, Alt Schwerin, Plau am See, Neu Poserin, Dobbin, Krakow am See und Kuchelmiß. Von Westen fließt die Nebel in südöstlicher Richtung in den Ort und entwässert in den südöstlich gelegenen Linstower See. Er ist Teil des Naturparks Nossentiner/Schwinzer Heide. Die höchste Erhebung ist mit 64 m der im Nordwesten Linstows gelegene Petersberg.

## Geschichte und Etymologie
Der Ort wurde im Jahr 1236 erstmals im Zusammenhang mit einer Dorfkirche in Kieth erwähnt. Dabei handelte es sich ursprünglich um ein eigenständiges Dorf, das durch die Nebel von Linstow getrennt war und zu einem späteren Zeitpunkt miteinander verschmolzen. Die Namen leiten sich aus dem Slawischen ab: Linstav bedeutet dabei so viel wie Schleienteich und Kyta so viel wie Zweige, Flechtwerk. Linstow gelangte mit dem Ritter Gheradus de Linstowe mit Wirkung zum 22. Juli 1281 in den Besitz des von ihm begründeten Adelsgeschlechts derer von Linstow. Über die darauffolgenden Jahrhunderte ist bislang nicht viel bekannt. Im Dreißigjährigen Krieg litten auch die Linstower große Not. Zahlreiche Bauwerke, darunter auch die Kirche, wurden zum Teil schwer beschädigt. Erst zur Mitte des 19. Jahrhunderts hatte die Kirchengemeinde die erforderlichen finanziellen Mittel, um das Bauwerk 1871 instand zu setzen. Aus dem Jahr 1735 ist mit Adam von Linstow der letzte Besitzer des Adelsgeschlechts überliefert. Anschließend herrschten zahlreiche, wechselnde Gutsbesitzer über den Ort. Von 1827 bis 1945 war Linstow eine Domäne der Großherzoglichen Kammer. Der letzte Pächter war Christian Benckendorff.
Nach dem Ende des Zweiten Weltkrieges gingen die dem Gutshaus zugehörigen Ländereien an 73 Familien, die aus Wolhynien zwischen 1946 und 1949 in die Sowjetische Besatzungszone kamen. Sie erhielten je rund 10 Hektar Land, das sie fortan bewirtschafteten. Sie gründeten zu einem späteren Zeitpunkt eine LPG, die 1974 in eine größere LPG integriert wurde. Das Umsiedlermuseum berichtet, dass fortan wirtschaftlich schwere Zeiten anbrachen, die sich auch durch die Eröffnung der in der Nähe gelegenen Bundesautobahn 19 nicht wesentlich verbesserten.
1981 eröffnete im ehemaligen Pfarrhaus eine Nachsorgeeinrichtung für suchtkranke Menschen. 1993 eröffnete das Wolhynier Umsiedler Museum in der Hofstraße 5. Mit Wirkung zum 1. Januar 2002 vereinigten sich Dobbin und Linstow zur Doppelgemeinde Dobbin-Linstow.

## Kultur und Sehenswürdigkeiten
- Die Kirche Linstow von Linstow-Kieth mit historischen Grabstätten stammt aus dem 13. Jahrhundert mit einer neugotische Kirchenausstattung.
- Das Gutshaus Linstow mit Park entstand als Herrenhaus derer von Linstow
- Wolhynier-Museum
- Das Pfarrhaus mit Scheune in der Kiether Straße 20 steht unter Denkmalschutz.
- Ehemalige Brennerei und Fischtreppe am Linstower See
- Naturpark Nossentiner/Schwinzer Heide

## Wirtschaft und Infrastruktur

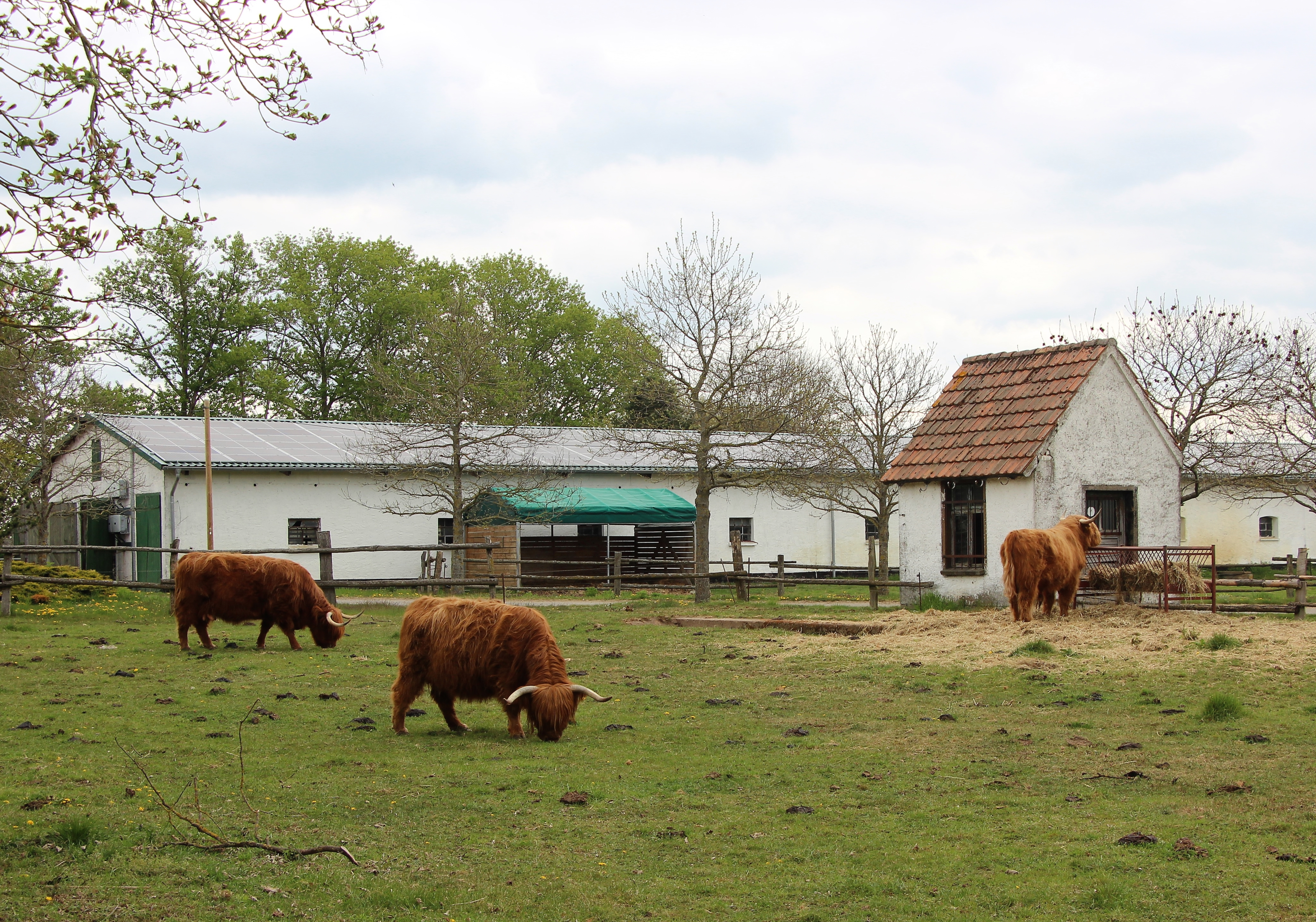
Rinder auf einer Weide eines an der Hofstraße gelegenen landwirtschaftlichen Betriebes

### Wirtschaft
Größter Arbeitgeber des Ortes ist das Resort Linstow der Hotelgruppe Van der Valk. Das Resort ist von der vorbeiführenden Autobahn weithin sichtbar und auf diese Weise landschaftsprägend.
Im Ort existieren eine Polizeiinspektion der Autobahnpolizei, eine Nachsorgeeinrichtung der Diakonie sowie ein Landwirtschaftsbetrieb und ein Rinderzuchtbetrieb, daneben einige Handwerksunternehmen. Das örtliche Gutshaus wird als Hotel und Restaurant betrieben.

### Verkehr
Linstow liegt unmittelbar an der Bundesautobahn 19 (BAB 19) und somit verkehrsgünstig an der Achse Berlin – Rostock. Die Krakower Chaussee verläuft von Krakow am See kommend in südöstlicher Richtung als zentrale Verbindungsachse zur Anschlussstelle Linstow der BAB 19 und weiter nach Osten in Richtung Hohen Wangelin.
Die Buslinie 250 von Rebus Regionalbus Rostock verbindet den Ort mit Güstrow und Krakow am See.
Durch den Ort verläuft der Radweg Berlin–Kopenhagen.